# Яремче (станція)
Ярéмче — проміжна залізнична станція Івано-Франківської дирекції Львівської залізниці на неелектрифікованій лінії Делятин — Ділове між станціями Делятин (20 км) та Микуличин (10 км). Розташована в центрі міста Яремче Надвірнянського району Івано-Франківської області, за адресою: вул. Свободи, 268, в межах пішої доступності від водоспаду, скелі Довбуша та інших пам'яток природи. Найближча зупинка автобусів за 200 м на північ від вокзалу станції. Паралельно залізниці пролягає центральна вулиця.

## Історія
Станція відкрита 1865 року. У 1894 році, під час будівництва залізниці Делятин — Вороненко, в Яремчі був побудований один з найбільших в Європі арковий залізничний міст з прогином 65 м у просвіті, проєктований інженерами Станіславом Косинським і Зигмундом Кулькою за теорією пружних арок на основі досліджень товариства австрійських інженерів у Відні.

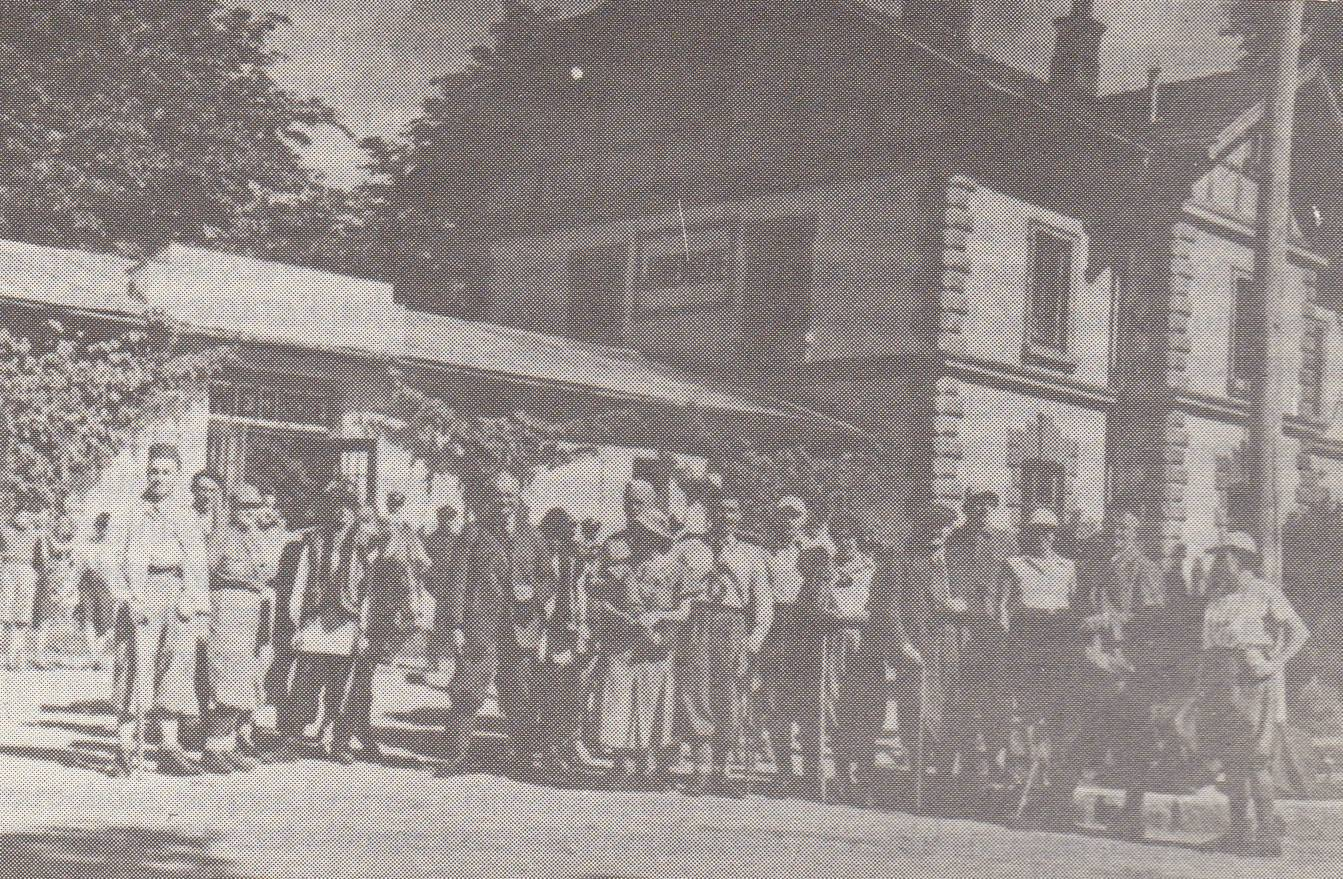
Орлович із туристами в Яремчі (історична світлина)

Під час Визвольних змагань у Галичині міст був зруйнований, відновлений повністю та знову відкритий 13 липня 1927 року. Фінансування здійснювала Чехословаччина, яка хотіла скерувати транзитний рух поїздів через Карпати з СРСР. 1944 року, під час Другої світової війни, міст був зруйнований.

Станція Яремче
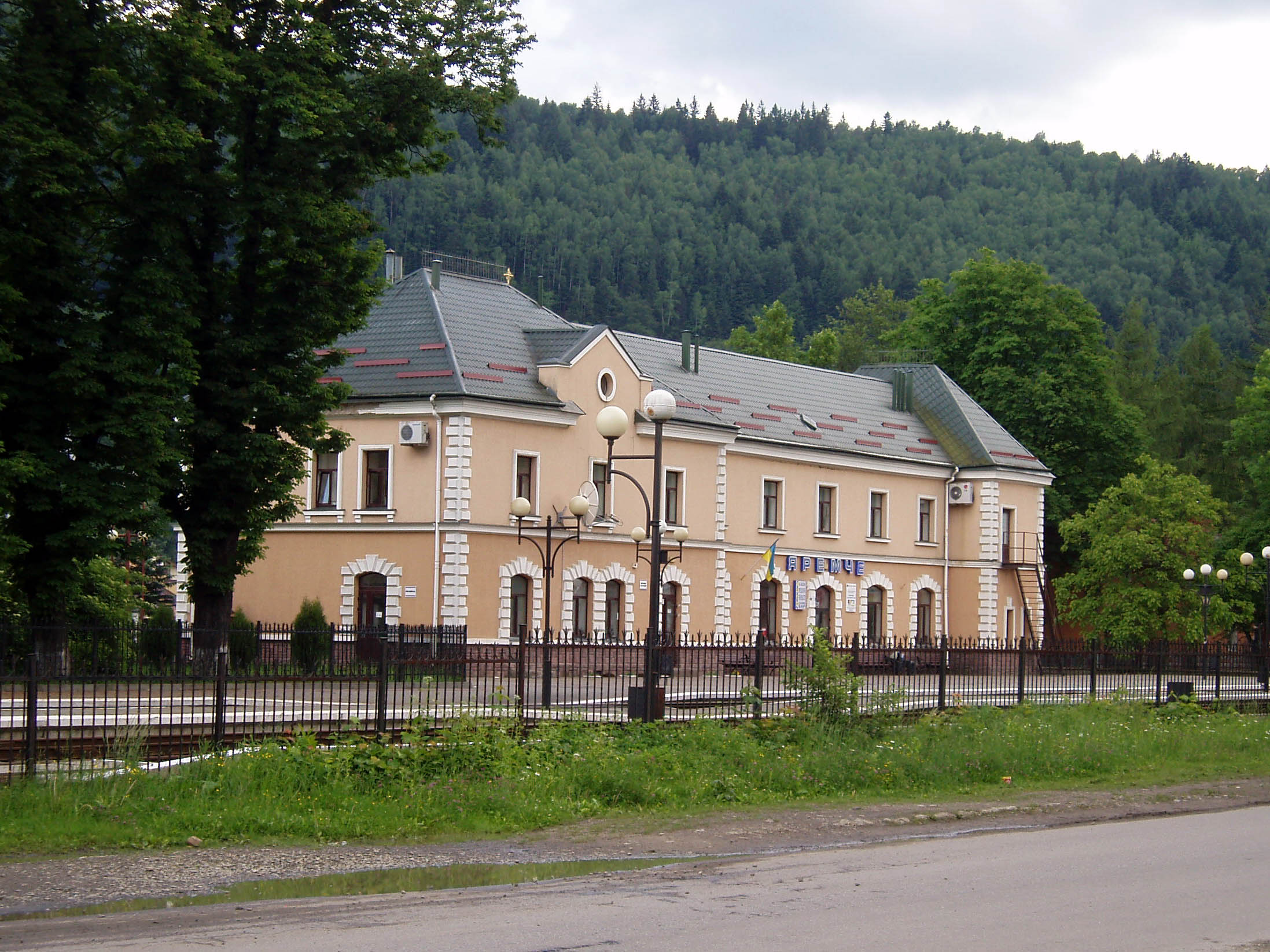
Вокзал на тлі гір
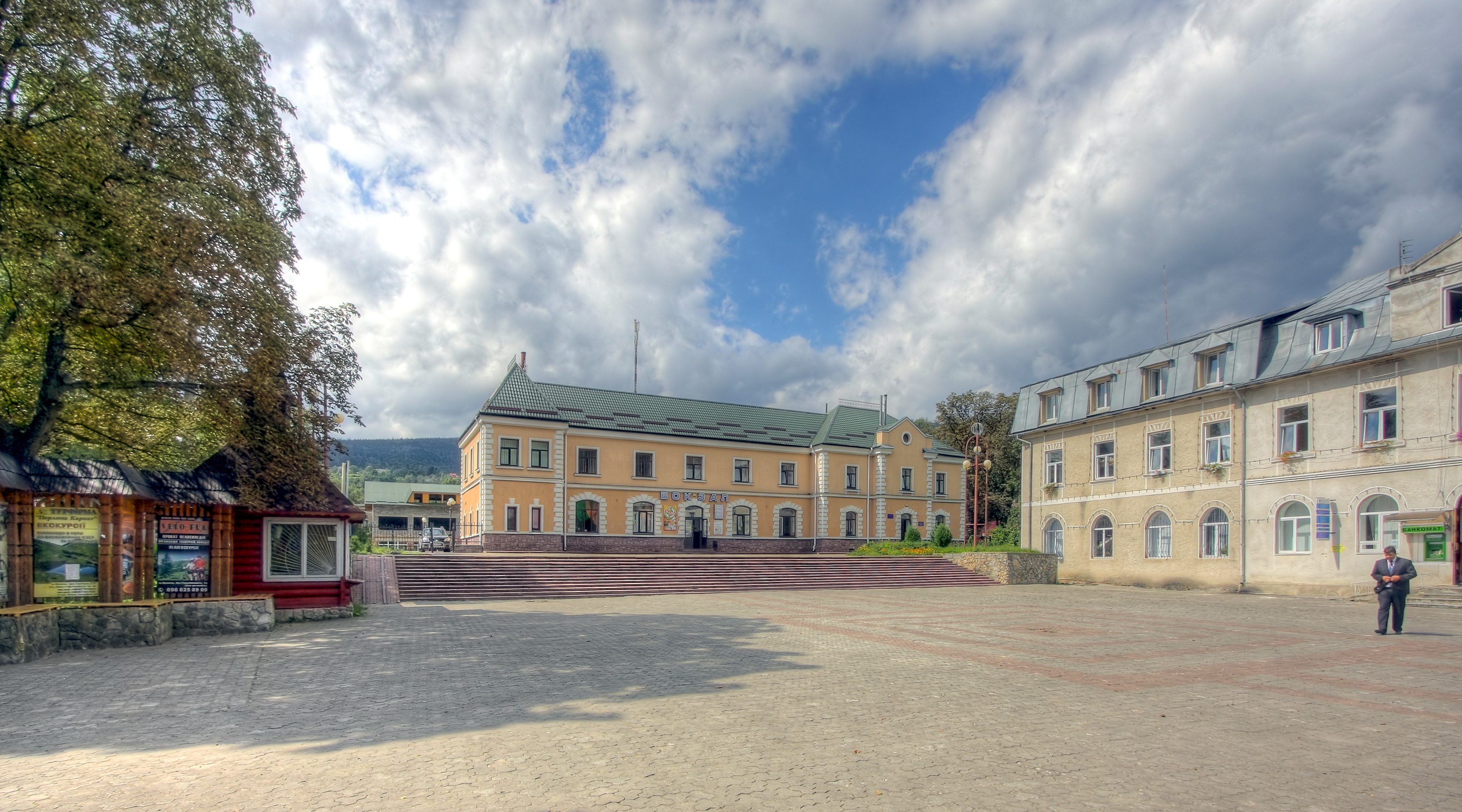
Привокзальна площа
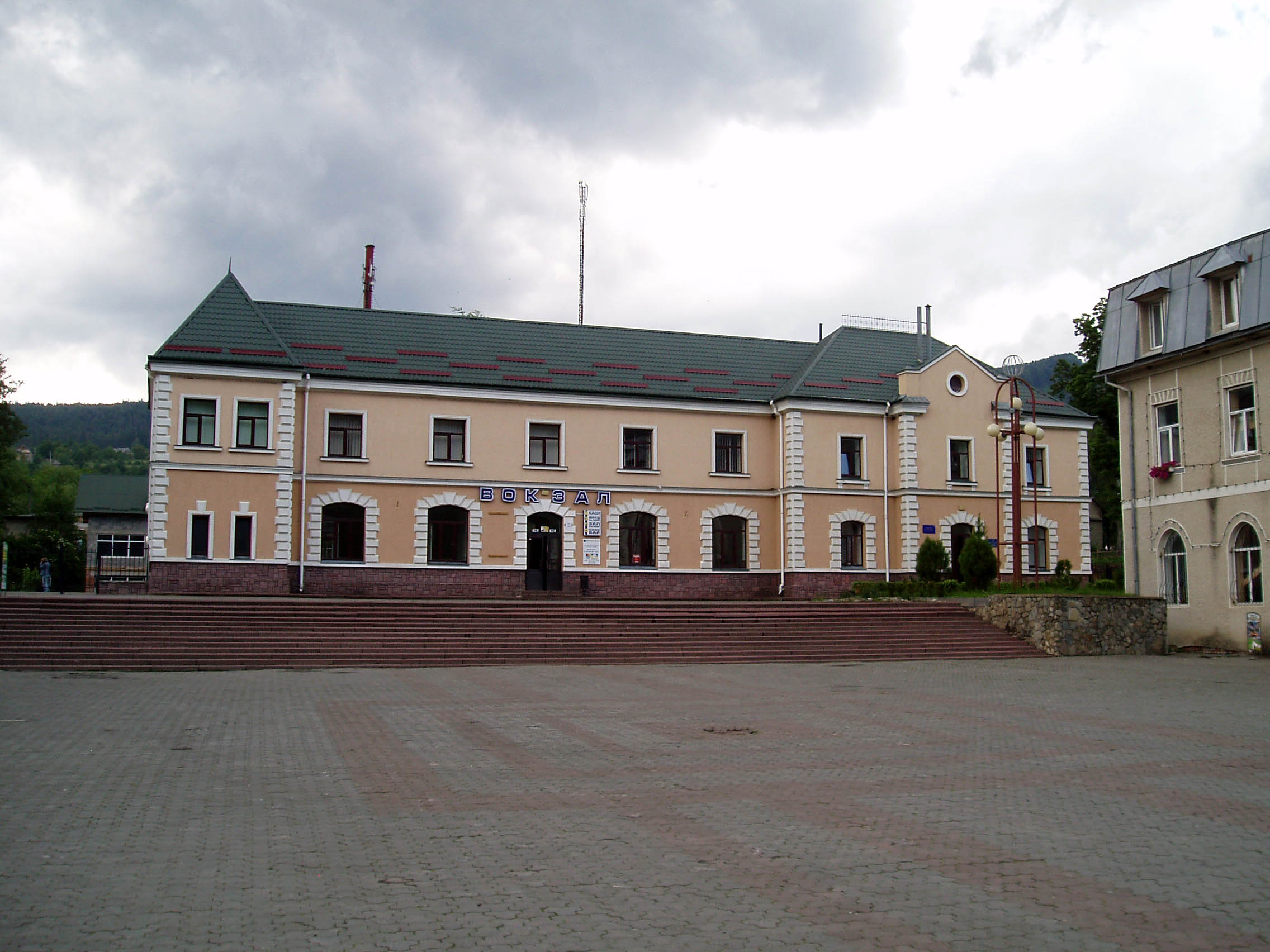
Вокзал станції Яремче

## Пасажирське сполучення
На станції Яремче зупиняються поїзди далекого та приміського сполучення.
| Рух поїздів по станції Яремче |                            |                          | |                                        |                                                                        |
| №                             | Маршрут сполучення         | Періодичність курсування | Проміжні станції | Дата призначення                       | Примітки                                                               |
| Далеке сполучення             |                            |                          | |                                        |                                                                        |
| 5/6                           | Запоріжжя — Ясіня          | Щоденно                  | Дніпро-Головний, П'ятихатки, Знам'янка-Пасажирська, Імені Тараса Шевченка, Київ-Пасажирський, Бердичів, Львів, Івано-Франківськ |                                        |                                                                        |
| 15/16 «Владислав Зубенко»     | Харків — Ясіня             | Через день               | Полтава-Київська, Київ-Пасажирський, Львів, Івано-Франківськ, Ворохта                                                           | 11.12.2017                             |                                                                        |
| 25/26 «Біла акація»           | Одеса — Ясіня              | Щоденно                  | Жмеринка, Хмельницький, Тернопіль, Львів, Івано-Франківськ, Ворохта                                                             | 16.01.2018                             |                                                                        |
| 55/56                         | Київ — Ворохта             | Щоденно                  | Вінниця, Хмельницький, Тернопіль, Львів, Івано-Франківськ, Ворохта                                                              | 08.12.2019                             |                                                                        |
| 95/96                         | Київ — Ворохта             | Щоденно                  | Бердичів, Львів, Івано-Франківськ, Ворохта                                                                                      |                                        |                                                                        |
| 129/130                       | Кременчук — Ворохта        | Скасований               | Глобине, Ромодан, Київ, Вінниця, Хмельницький, Тернопіль, Львів, Івано-Франківськ                                               | 17.06.2018                             | Курсував через день                                                    |
| 143/144                       | Суми — Київ — Ворохта      | Через день               | Вінниця, Хмельницький, Тернопіль, Львів, Івано-Франківськ                                                                       |                                        |                                                                        |
| 149/150                       | Полтава — Ворохта          | Скасований               | Ромодан, Київ, Вінниця, Хмельницький, Тернопіль, Львів, Івано-Франківськ                                                        | 08.12.2019                             | Курсував через день                                                    |
| 193/194                       | Кривий Ріг — Ясіня         | Через день               | Рокувата, П'ятихатки, Знам'янка-Пасажирська, Імені Тараса Шевченка, Київ-Пасажирський, Бердичів, Львів, Івано-Франківськ        |                                        |                                                                        |
| 201/203                       | Харків — Ворохта           | Через день               | Полтава-Київська, Київ-Пасажирський, Бердичів, Львів, Івано-Франківськ                                                          |                                        |                                                                        |
| 203/204                       | Дніпро — Ворохта           | Через день               | П'ятихатки, Знам'янка-Пасажирська, Імені Тараса Шевченка, Київ-Пасажирський, Бердичів, Львів, Івано-Франківськ                  |                                        |                                                                        |
| 217/218                       | Київ — Рахів               | За вказівкою             | Шепетівка, Львів, Івано-Франківськ, Делятин, Яремче                                                                             | 2017, за вказівкою                     | Під час пандемії коронавірусу курсував через день з 04.08.2020         |
| 255/256                       | Київ — Ворохта             | Через день               | Вінниця, Хмельницький, Тернопіль, Львів, Івано-Франківськ, Ворохта                                                              |                                        |                                                                        |
| 357/358 «Гуцульщина»          | Київ — Ворохта             | Щоденно                  | Вінниця, Хмельницький, Тернопіль, Чортків, Заліщики, Стефанешти, Коломия                                                        | 03.08.2014                             | Маршрут руху скорочений до кінцевої станції Ворохта, замість Рахова    |
| 133/134                       | Миколаїв — Рахів           | Щоденно                  | Ходорів, Івано-Франківськ, Делятин, Ворохта                                                                                     | Скасований наприкінці лютого 2022 року |                                                                        |
| Приміське сполучення          |                            |                          | |                                        |                                                                        |
| 6401/6402                     | Івано-Франківськ — Ворохта | Щоденно                  | Хриплин, Надвірна, Делятин | 01.06.2020                             |                                                                        |
| 6403/6404                     | Івано-Франківськ —Ворохта  | Щоденно                  | Хриплин, Надвірна, Делятин |                                        |                                                                        |
| 6441/6442                     | Коломия — Ділове           | Щоденно                  | Делятин, Ворохта, Рахів |                                        |                                                                        |
| 6441/6442                     | Коломия — Рахів            | Курсував щоденно         | Делятин, Ворохта |                                        | Скасований. Маршрут руху поїзда подовжений до зупинного пункту Ділове. |

## Світлини

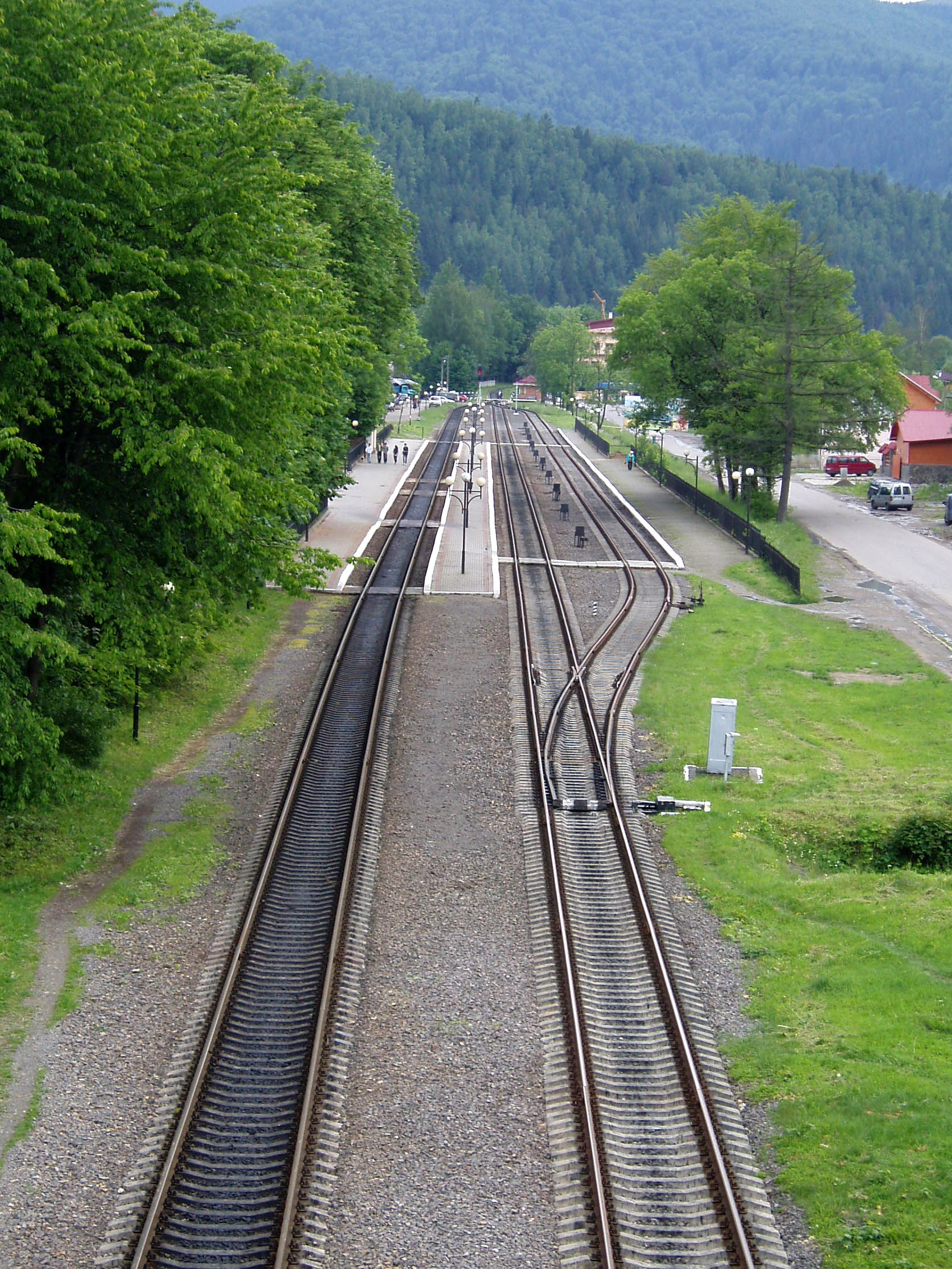
Горловина станції
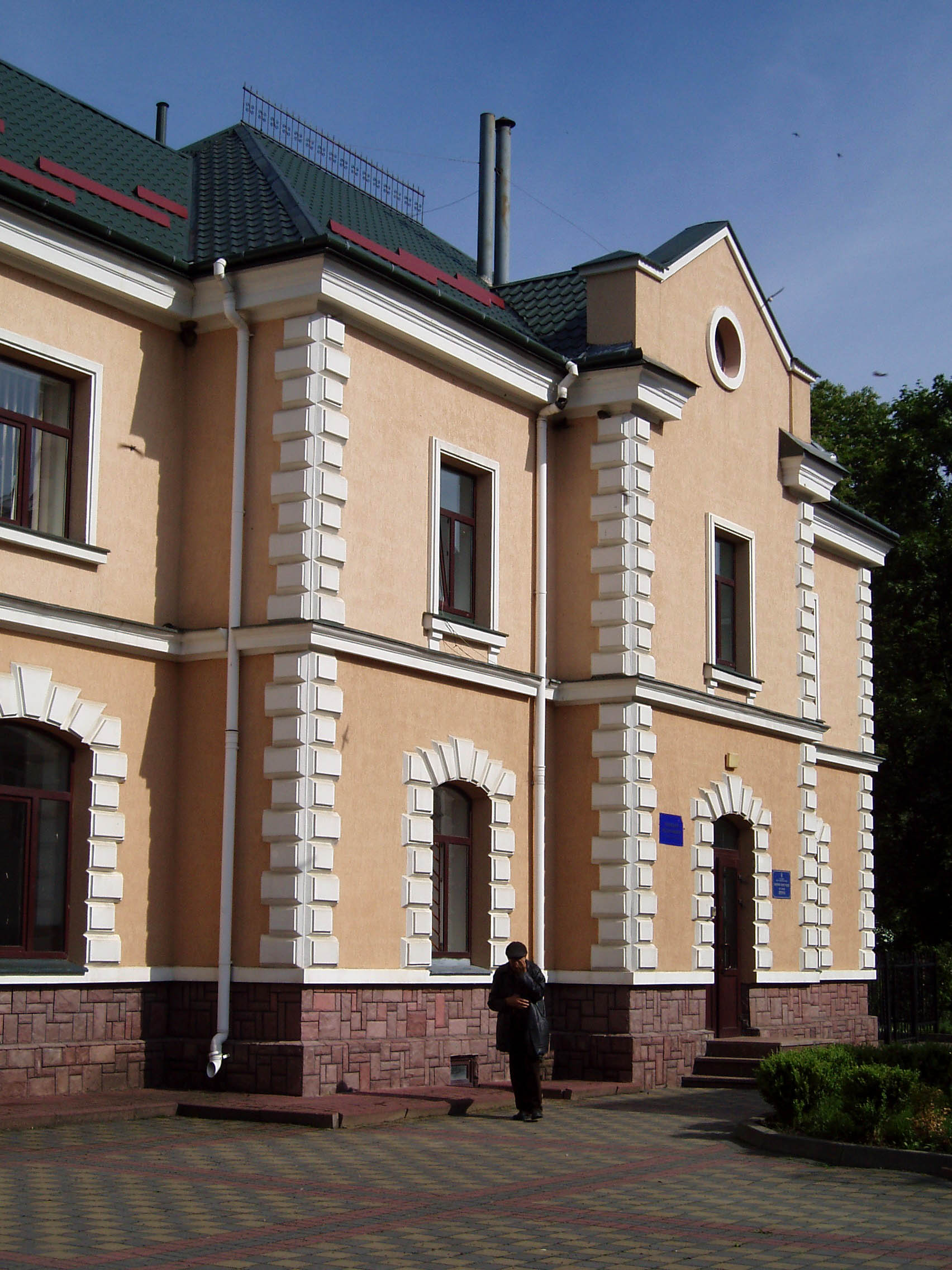
Вокзал
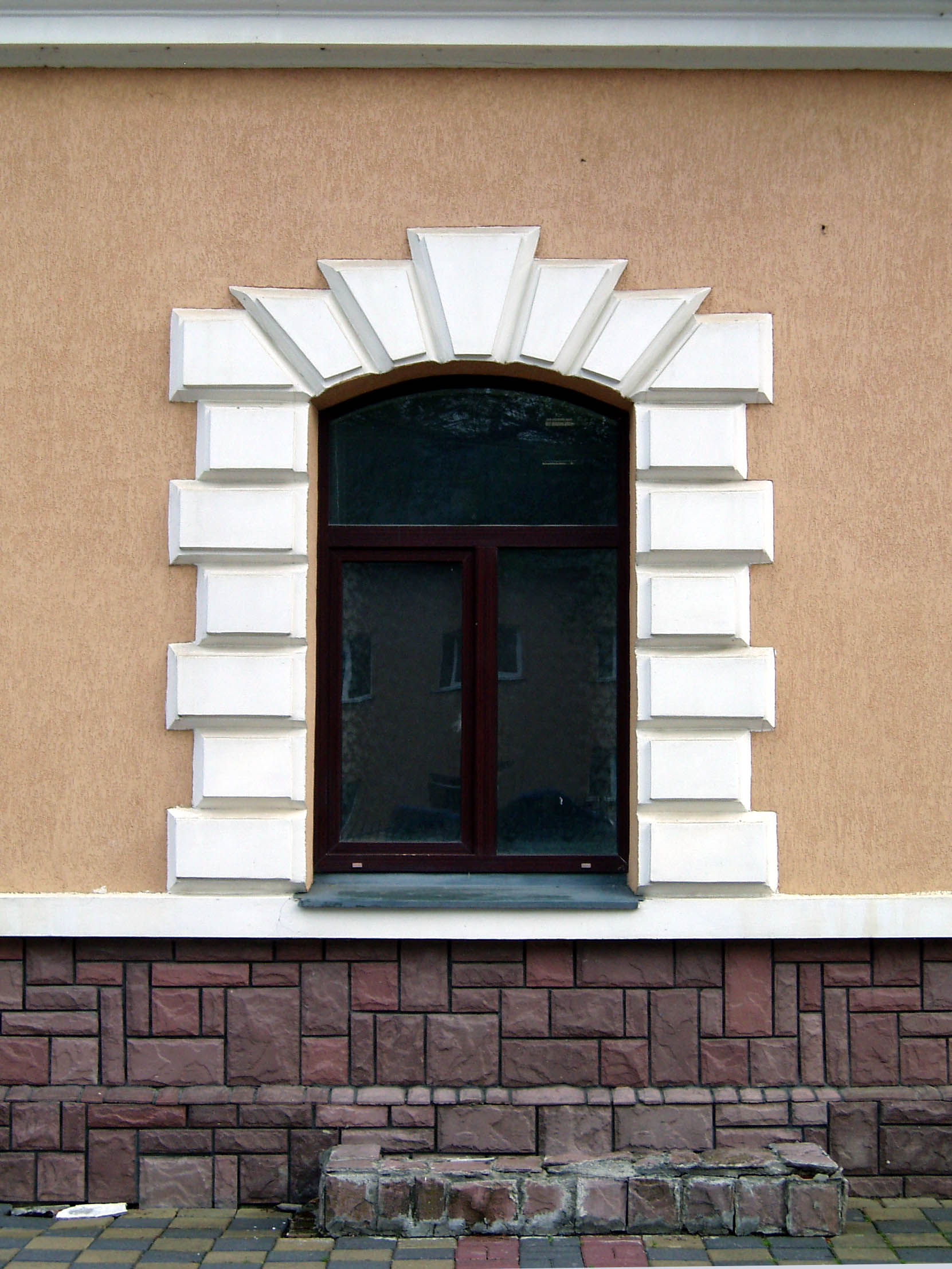
Фрагмент будівлі вокзалу

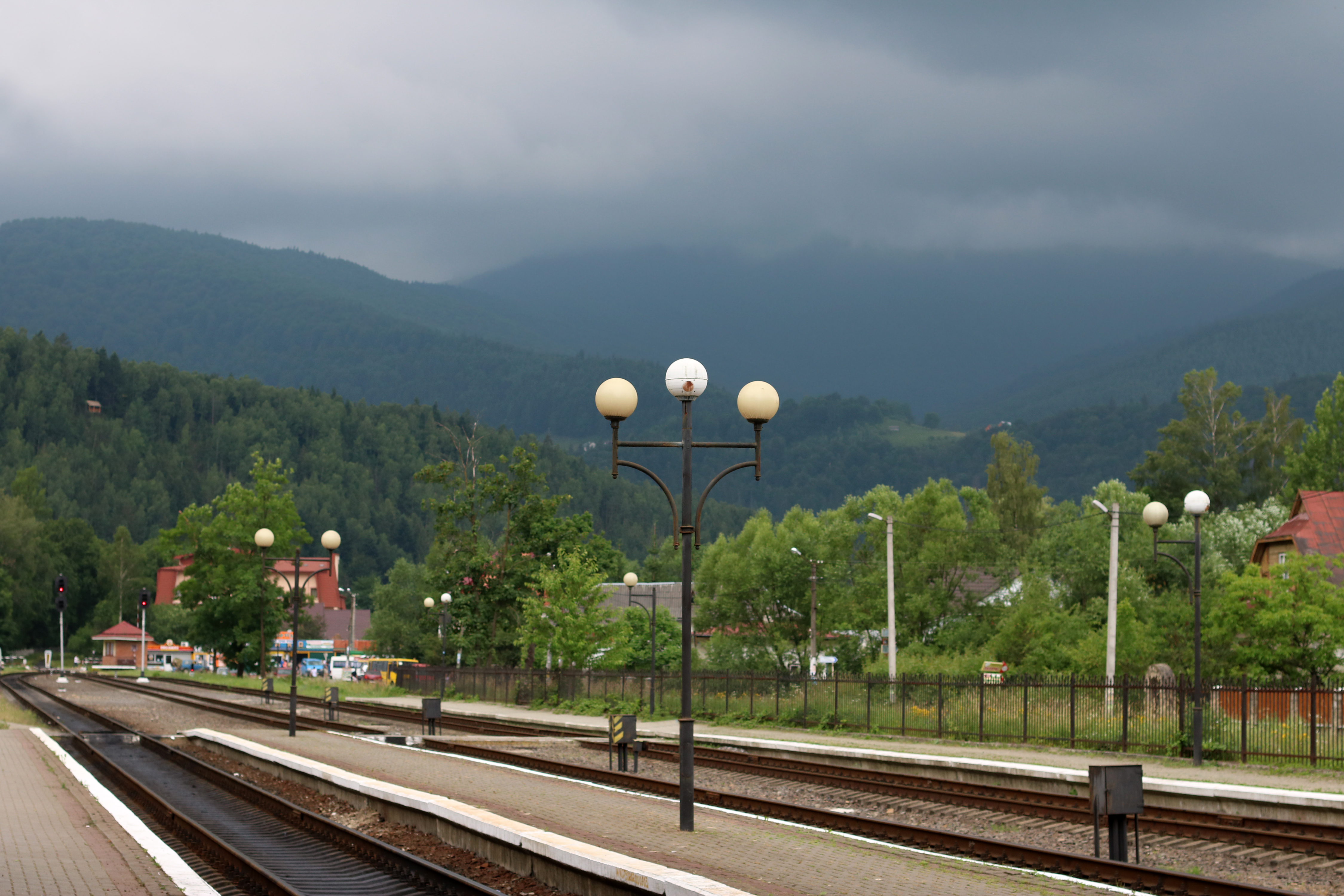
Краєвид на Карпати з платформ станції
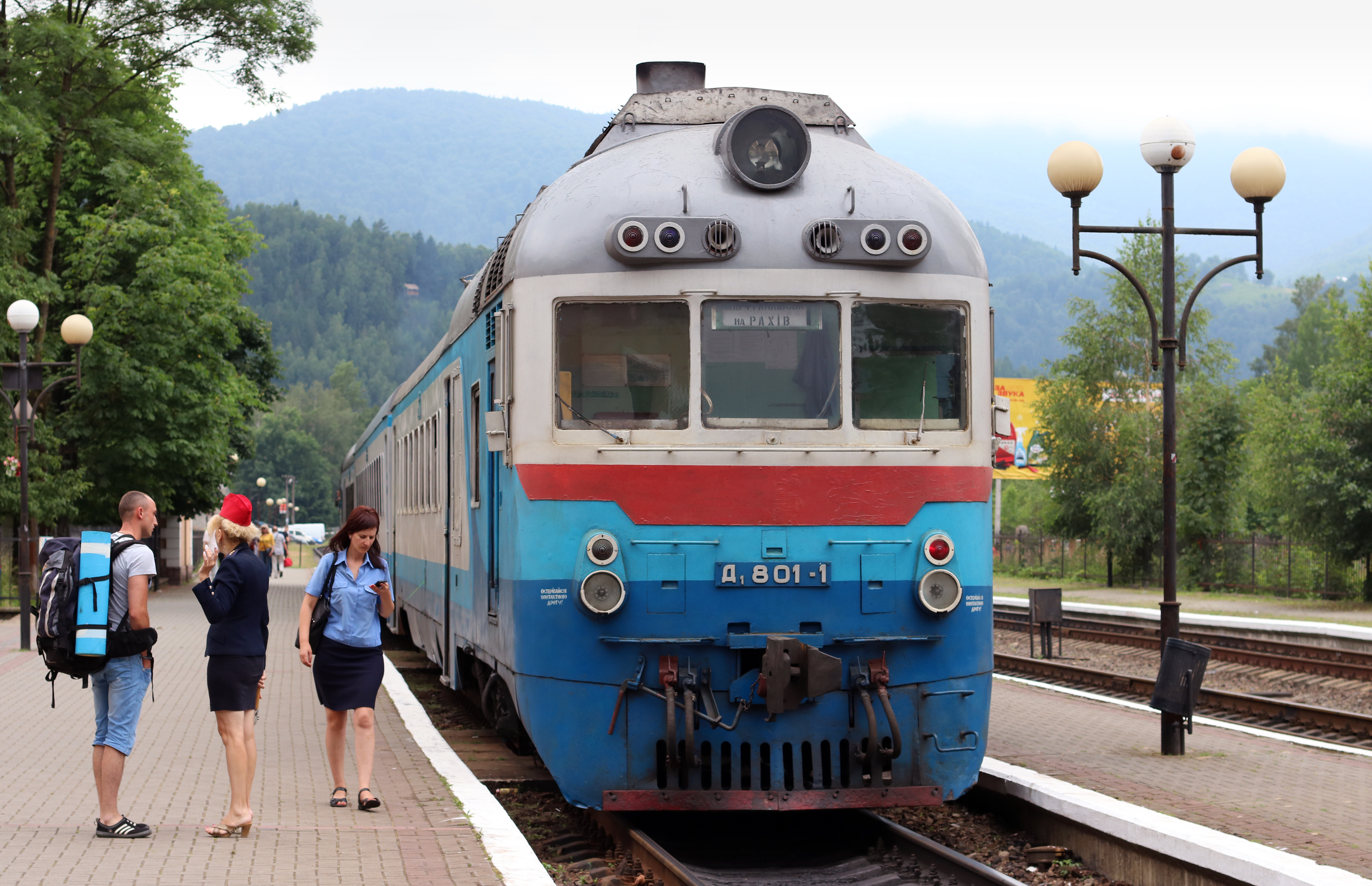
Відправлення приміського поїзда до станції Рахів
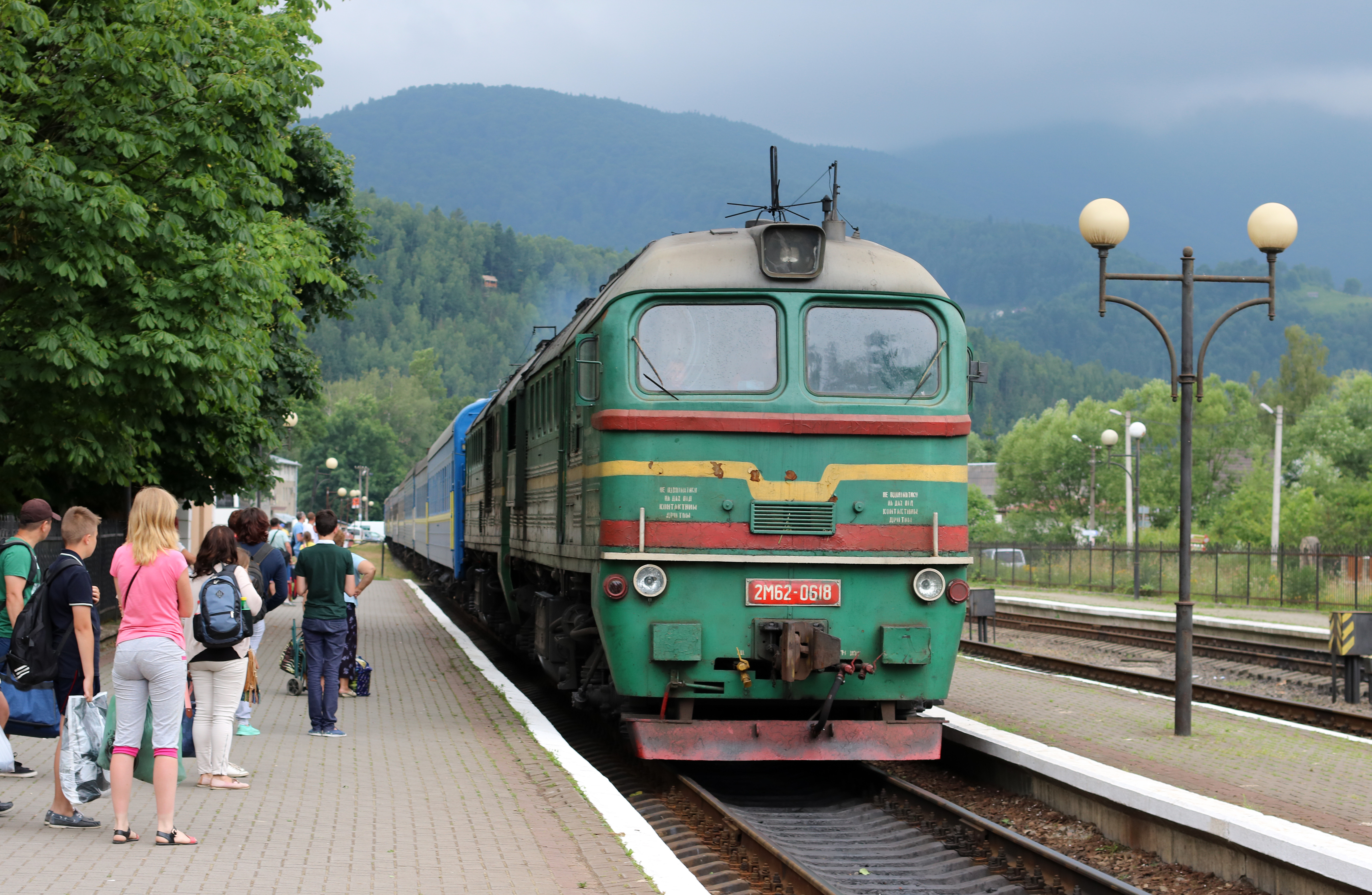
Пасажирський поїзд сполученням Рахів — Київ